# Porcellionides lusitanorum
Porcellionides lusitanorum là một loài chân đều trong họ Porcellionidae. Loài này được Arcangeli miêu tả khoa học năm 1936.